# Trough Beck
Der Trough Beck ist ein kleiner Fluss im Forest of Bowland, Lancashire, England. Der Trough Beck entsteht auf der Passhöhe des Trough of Bowland und fließt in nördlicher Richtung bis zu seiner Mündung in den Marshaw Wyre.